# Quality-adjusted life year
Quality-adjusted life year, afgekort QALY, is een Engelstalig begrip dat staat voor een extra levensjaar in goede gezondheid. Het wordt gebruikt in een kosten-batenanalyse (KBA), een economische afweging van de doelmatigheid tegen de kosten van een behandeling in de gezondheidszorg. Het concept werd in 1968 door Herbert E Klarman voor het eerst toegepast. De opzet van zijn onderzoek was verschillende behandelmethodes onderling te vergelijken met de qaly als maatstaf. 

## Berekening
De qaly komt overeen met het aantal levensjaren vermenigvuldigd met een correctiefactor voor de kwaliteit van die levensjaren. De factor bedraagt 1 bij het zich volledig gezond voelen en tussen 0 en 1 bij verminderde levenskwaliteit. Eventueel kan voor een toestand die subjectief "erger dan dood zijn" is een negatieve factor gelden.
Het nut van een specifieke behandeling in de vorm van langer en/of aangenamer leven kan zo uitgedrukt worden in de toename van de qaly bij die behandeling. Door de kosten van die behandeling te delen door de bijbehorende qalytoename vindt men de voor betreffende behandeling geldende specifieke qalykosten.

## Situatie in Nederland
In Nederland verscheen het eerste artikel over de qaly in 1987 in het NRC Handelsblad.
Het Nederlands Tijdschrift voor Geneeskunde gaf in 1988 ruimte aan Heleen Dupuis om een commentaar te schrijven over de grenzen aan de zorg. Daarin werd ook de term 'qaly' genoemd. Deze term dook op in regeringsnota 'Grenzen van de zorg'.
De econoom Marc Pomp heeft na onderzoek elke qaly gewaardeerd op 50.000 euro. In Nederland wordt een bedrag tot 20.000 euro per qaly gezien als kosteneffectief voor een preventieve interventie. Een maximaal consensusbedrag voor een interventie is beargumenteerd op 80.000 euro door RVZ in 2006. In 2013 verscheen het rapport 'Kosteffectiviteit in de zorg'.
In Nederland worden nieuwe geneesmiddelen ook beoordeeld door het Zorginstituut Nederland op de qalyprijs. In 2012 werd in een openbare discussie bekend dat politici geneesmiddelen in het vervolg voorlopig willen gaan vergoeden; zo kwam ook herbeoordeling van reeds toegelaten medicijnen ter sprake.
Een conceptadvies van het CVZ besprak vier pakketcriteria voor het vergoeden van medicijnen en behandelingen: noodzaak, effectiviteit, kosteneffectiviteit (waarin qaly een rol speelt) en uitvoerbaarheid.
In 2012 speelden de quality-adjusted life years een grote rol in de herbeoordeling van de behandeling van de ziekte van Pompe en de ziekte van Fabry. Een uitgave van enkele tienduizenden euro per quality-adjusted life year is in de gezondheidszorg meestal reden om kritisch naar het aanbieden of voortzetten van een behandeling te kijken. Deze afweging moet vooral worden gemaakt wanneer het om grote aantallen patiënten gaat zoals bij algemeen voorkomende ouderdomsklachten en ouderdomsziekten. Het medicijn tegen de ziekte van Pompe is een weesgeneesmiddel voor een zeer kleine groep. Dat kan tot een andere afweging leiden.
Een onderzoek onder medisch specialisten gaf aan dat 71% van de medisch specialisten voor een prijsplafond is. Over hoe hoog dit plafond dan zou moeten zijn, wilde het merendeel zich niet uitspreken.

## Situatie in België
In België worden nieuwe geneesmiddelen ook beoordeeld door de Commissie Tegemoetkoming Geneesmiddelen, die de Minister van Sociale Zaken (Volksgezondheid) adviseert inzake terugbetaling.
Uit een groot onderzoek van het Federaal Kenniscentrum voor de Gezondheidszorg (KCE) bij 4.500 mensen, gepubliceerd in december 2014, bleek dat volgens een meerderheid van respondenten een nieuwe medische behandeling vooral de levenskwaliteit van de patiënt moet verbeteren, eerder dan de levensduur te verlengen. Met deze en andere onderzoeken wordt gepoogd de mening van de maatschappij en haar burgers mee te laten wegen bij beslissingen of nieuwe behandelingen al dan niet worden terugbetaald.

## VOSL
Een verwant begrip is Value of a Statistical Life (VOSL).